# Cửu Nhĩ Tân vương
Cửu Nhĩ Tân Vương (?–427, trị vì 420–427) là vị quốc vương thứ 19 của Bách Tế, một trong Tam Quốc Triều Tiên. Ông là con trai cả của Thiển Chi Vương và Bát Tu phu nhân.
Thời gian trị vì của Cửu Nhĩ Tân Vương dựa theo Tam quốc sử ký (Samguk Sagi). Tuy nhiên, dựa trên các sử sách Trung Hoa đương thời, sử gia J. W. Best cho rằng mốc thời điểm 414–429 hay 430 là hợp lý hơn. Theo Bách Tế truyện trong Tống thư, năm 425 (Nguyên Gia thứ 2), Bách Tế không đến triều cống hàng năm cho Lưu Tống. Năm 430 (Nguyên Gia thứ 7), Lưu Tống phong Cửu Nhĩ Tân tước hiệu "sứ trì tiết, đô đốc, Bách Tế chư quân sự, Trấn Đông đại tướng quân, Bách Tế Vương".